# L.A. Theatre Works
L.A. Theatre Works (LATW) é uma organização norte-americana de artes sem fins lucrativos com sede em Los Angeles, fundada em 1984. A intenção da organização é produzir, preservar e distribuir peças clássicas e contemporâneas. As gravações das produções são postadas em sua página na internet e disponibilizadas como uma série semanal em emissoras de rádio.
Os atores que apareceram nas produções da L.A. Theatre Works incluem John Lithgow, Annette Bening, Hilary Swank, Anne Heche, Ed Asner, Alfred Molina, Marsha Mason, Jason Ritter, David Strathairn, JoBeth Williams, Paul Giamatti, Neil Patrick Harris, Laurence Fishburne, Jimmy Smits, Héctor Elizondo, Julie Harris e entre outros.

## História
A organização era originalmente conhecida como "Artists in Prison" e usava o teatro para facilitar a expressão criativa de homens e mulheres encarcerados. Em 1980, mudou seu nome para "LA Theatre Works" e, em 1985, começou a produzir e gravar dramas para rádio. Os membros fundadores incluem Edward Asner, Richard Dreyfuss, Héctor Elizondo, Harry Hamlin, Julie Harris, Amy Irving, Stacy Keach, John Lithgow, Marsha Mason, JoBeth Williams e a atual diretora de produção, Susan Loewenberg, que se uniram pelo desejo de criar um local para atuação em Los Angeles.
Entre 1985 e 2012, L.A. Theatre Works gravou mais de 400 peças.  Em 1997, a organização recebeu uma bolsa do Fundo Nacional Para as Artes de US$ 100.000 em apoio a uma campanha para aumentar a audiência do teatro.
Em 2005, lançou seu programa National Touring, levando dramas de rádio "ao vivo" para locais em todo o país. Em 2012, L.A. Theatre Works passou por mais de 200 centros cívicos de artes cênicas e instalações universitárias com inúmeras produções.
Em 2011, a organização inaugurou um novo local, começando a se apresentar no UCLA James Bridges Theatre. No mesmo ano, começou a colaborar com a Roundabout Theatre Company para transmitir produções em HD. A primeira dessas exibições foi The Importance of Being Earnest, estrelada por Brian Bedford. Também completou sua primeira turnê internacional pela China com a peça Top Secret: Battle for the Pentagon Papers'".
Em 2012, começou a lançar e-books de suas peças. Esses permitem ao usuário ouvir uma peça gravada enquanto lê junto com o texto. Em maio daquele ano, LA Theatre Works estreou um programa semanal em mais de 80 rádios nos Estados Unidos, juntamente com streaming online disponível em sua página, que também contém conteúdo bônus.

## Conselho
O Conselho Consultivo de Artistas atualmente inclui Rosalind Ayres, Ed Begley Jr., Héctor Elizondo, Martin Jarvis, Stacy Keach, Marsha Mason, Richard Masur, Alfred Molina, David Selby, Eric Stoltz, JoBeth Williams, and Charlayne Woodard.